# 田鶴浜駅
田鶴浜駅（たつるはまえき）は、石川県七尾市田鶴浜町にある、のと鉄道七尾線の駅である。
愛称は「たてぐのまち駅」。伝統産業である「田鶴浜建具」に由来する。

## 概要
田鶴浜地区の中心地にあり、通勤者のほかに石川県立田鶴浜高等学校の学生が主に利用する。
簡易委託駅であり、早朝と夕方以降、土曜・休日は無人となる。

## 歴史
- 1928年（昭和3年）10月31日：鉄道省（国鉄）七尾線 和倉駅（現在の和倉温泉駅） - 能登中島駅間延伸と同時に開業[1][4][5]。
- 1976年（昭和51年）
  - 4月1日：貨物の取扱を廃止[3]。
  - 5月1日：簡易委託駅化。
- 1984年（昭和59年）2月1日：荷物扱い廃止石野哲 編『停車場変遷大事典 国鉄・JR編』 II（初版）、JTB、1998年10月1日、154頁。ISBN 978-4-533-02980-6。。
- 1987年（昭和62年）4月1日：国鉄分割民営化により西日本旅客鉄道（JR西日本）の駅となる[5]。
- 1991年（平成3年）9月1日：七尾線の一部がのと鉄道に転換されたことにより同社の駅となる[4][5]。
- 1999年（平成11年）4月1日：駅業務を委託化[3]。

## 駅構造
相対式ホーム2面2線を有する地上駅で、コンクリート造りの駅舎を備える。ホーム間は跨線橋で連絡している。
駅北側の2番ホームに出入口「野鳥公園口」がある。また、駅舎は1番ホーム側にあり駅舎横にトイレがある。

### のりば
| ホーム | 路線    | 方向 | 行先           | 備考             |
| ------ | ------- | ---- | -------------- | ---------------- |
| 1      | ■七尾線 | 下り | 穴水方面       |                  |
| 1      | ■七尾線 | 上り | 七尾・金沢方面 |                  |
| 2      | ■七尾線 | 上り | 七尾・金沢方面 | 行違い時のみ停車 |

- 当駅は一線スルーにはなっていないが、下り線（1番ホーム）が両方向の出入りに対応しているため[6]、行き違いがない場合は利用者が跨線橋を渡らずに済むよう、両方向とも1番ホームに発着する[6]。

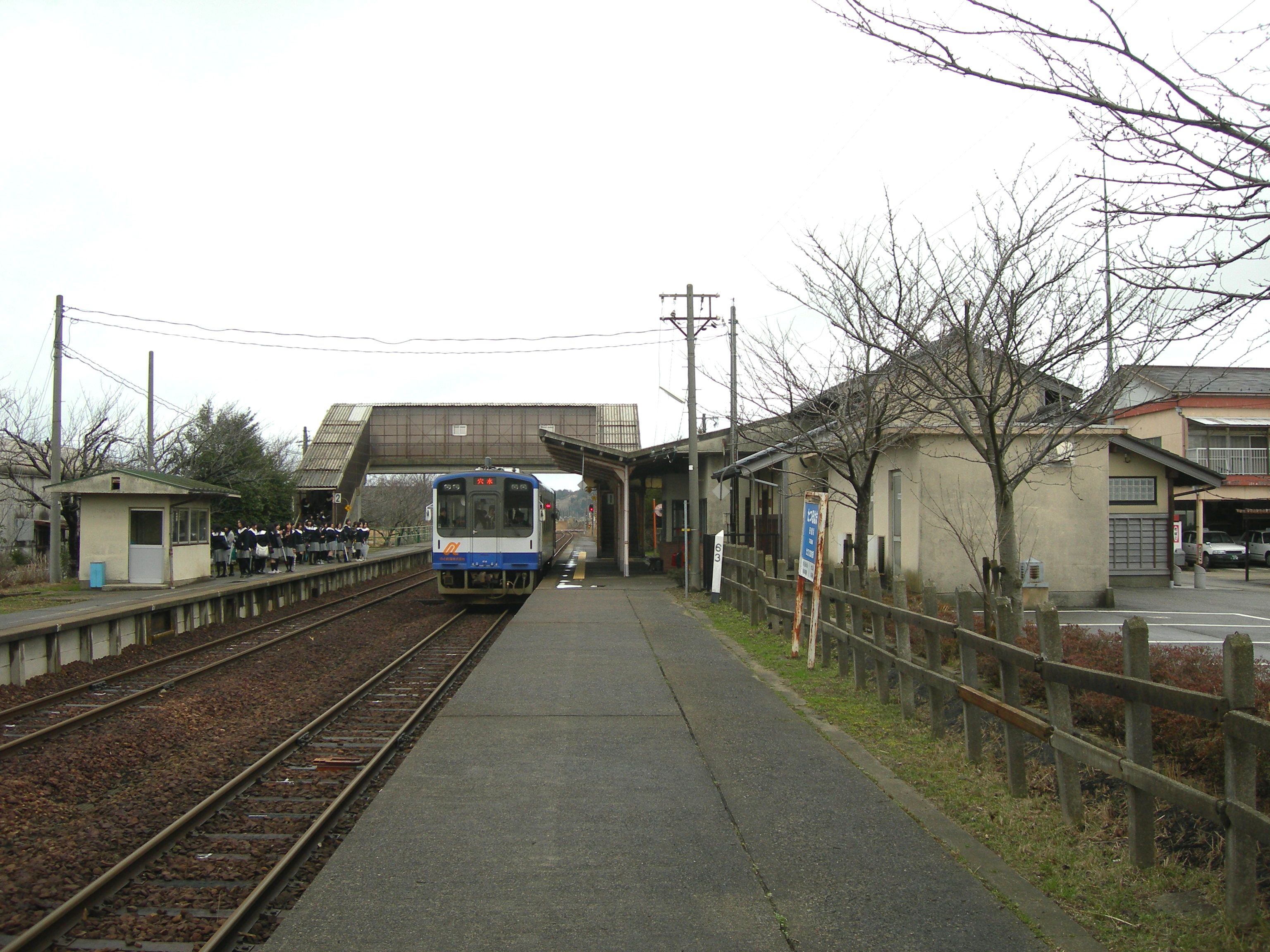
ホーム（2010年3月）

## 利用状況
2019年（令和元年）度の1日平均乗車人員は197人である。
近年の1日平均乗車人員の推移は以下の通りである。
| 年度                            | 乗車人員 （人/日） | 年度 | 乗車人員 （人/日） | 年度 | 乗車人員 （人/日） |
| ------------------------------- | ------------------ | ---- | ------------------ | ---- | ------------------ |
|                                 |                    | 2001 | 282                | 2011 | 248                |
|                                 |                    | 2002 | 223                | 2012 | 235                |
|                                 |                    | 2003 | 218                | 2013 | 244                |
|                                 |                    | 2004 | 213                | 2014 | 192                |
|                                 |                    | 2005 | 278                | 2015 | 210                |
| 1996                            | 681                | 2006 | 262                | 2016 | 186                |
| 1997                            | 498                | 2007 | 251                | 2017 | 198                |
| 1998                            | 373                | 2008 | 276                | 2018 | 188                |
| 1999                            | 362                | 2009 | 288                | 2019 | 197                |
| 2000                            | 344                | 2010 | 242                | 2020 |                    |
| 出典：石川県統計書 七尾市統計書 |                    |      |                    |      |                    |

## 駅周辺
駅前に駐車・駐輪場が整備されている。
南口
- 田鶴浜地区コミュニティセンター（サンビーム日和が丘）
- 田鶴浜郵便局
- 石川県立田鶴浜高等学校[6]
- 七尾市立田鶴浜小学校
- 御手洗池 - 日本名水百選認定。
- つるの湯（健康増進文化施設「アスロン」）
- 国道249号
- 石川県道1号七尾輪島線
- 田鶴浜道路田鶴浜インターチェンジ

野鳥公園口
- 田鶴浜野鳥公園
- 鶴の里公園

## バス路線

### 北鉄能登バス
駅から徒歩2分のJA田鶴浜支店前に北鉄能登バスの「JA田鶴浜支店前」バス停が設置されている。
- 高浜線（志賀中学校行き）
- 高浜線（七尾中学校行き）

廃止路線
- 七富線（西谷内行き）
- 七富線（七尾駅前行）

### はなバス
駅から徒歩5分の田鶴浜診療所前に七尾市コミュニティバス（はなバス）の「田鶴浜診療所」バス停が設置されている。ただし、始発に関しては発着は田鶴浜駅前である。
- 田鶴浜地区循環

## 隣の駅
のと鉄道
■七尾線
和倉温泉駅 - 田鶴浜駅 - 笠師保駅